# Bembridge-Limestone-Formation
Die Bembridge-Limestone-Formation ist eine geologische Formation im Hampshire-Becken in Südengland. Sie ist die mittlere Formation der Solent-Gruppe und wurde im Oberen Eozän abgelagert.

## Typlokalität und Vorkommen

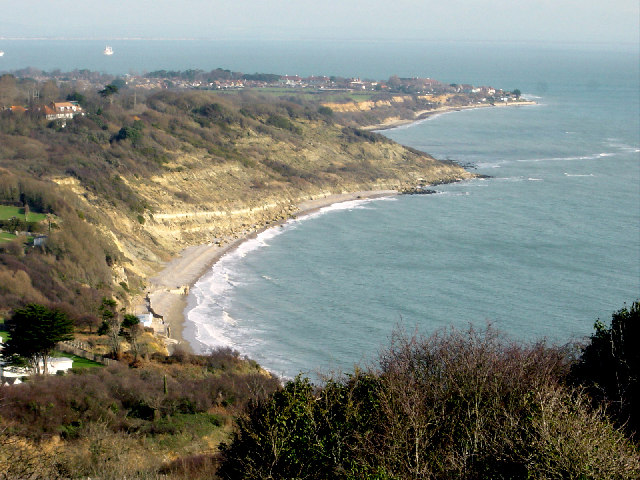
Whitecliff Bay mit der Bembridge-Limestone-Formation, erkennbar als leicht einfallendes helles Doppelband in unmittelbarer Strandnähe

Die Bembridge-Limestone-Formation, oft auch nur Bembridge Limestone, wurde nach der an der Ostküste der Isle of Wight gelegenen Ortschaft Bembridge benannt. Die Typlokalität der Formation befindet sich in unmittelbarer Nähe an der Whitecliff Bay. Die Formation ist im Norden der Isle of Wight aufgeschlossen, beispielsweise bei Cowes (Gurnard), bei Ryde (Binstead) und südöstlich von Yarmouth. Die Formation bildet hier die Umrahmung der Bouldnor Syncline, einer Ostsüdost streichenden offenen Synklinale.
Die Bembridge-Limestone-Formation ist wie die überlagernde Bouldnor-Formation auf die Isle of Wight beschränkt.

## Geschichte
Erste wissenschaftliche Beschreibungen und Funde gehen ins 19. Jahrhundert zurück, z. B. auf Samuel Peace Pratt im Jahr 1831 und auf Richard Owen 1846. Ihnen folgten 1880 J. Levèvre und 1926 E.M. Reid und M.E.J. Chandler als relativ frühe Beschreiber. Eine wissenschaftliche Definition als Formation wurde 1985 von A.N. Insole & B. Daley vorgenommen.

## Stratigraphie
Die geringmächtige, maximal 10 bis 11 Meter erreichende Bembridge-Limestone-Formation ist die mittlere der drei Formationen der Solent-Gruppe. Sie folgt konkordant auf Mergel der unterlagernden Headon-Hill-Formation. Sie endet mit Trockenrissen, die konkordant von dunkelgrünen Mergeln des Bembridge-Marls-Members der Bouldnor-Formation überdeckt werden.
Die Bembridge-Limestone-Formation besteht in der Hauptsache aus hellgelben bis cremefarbenen Kalken und Mergeln, die im Süßwasser als lakustrine Fazies abgesetzt wurden. Untergeordnet treten auch Tone und Sande sowie Konglomerat- und Schilllagen auf.
Die Bembridge-Limestone-Formation besitzt keine Schichtglieder (engl. member), kann aber dennoch in eine Untere und eine Obere Kalklage mit einer trennenden, grünen und schwarzen, siliziklastischen Tonlage untergliedert werden. Die Tontrennlage gewinnt im Norden der Synklinale an Bedeutung.

### Lithologische Abfolge
Die lithologische Abfolge an der Typlokalität im Osten der Insel stellt sich wie folgt dar (vom Hangenden zum Liegenden):
- Oberes Kalkband
- Trennton
- Unteres Kalkband

### Unteres Kalkband

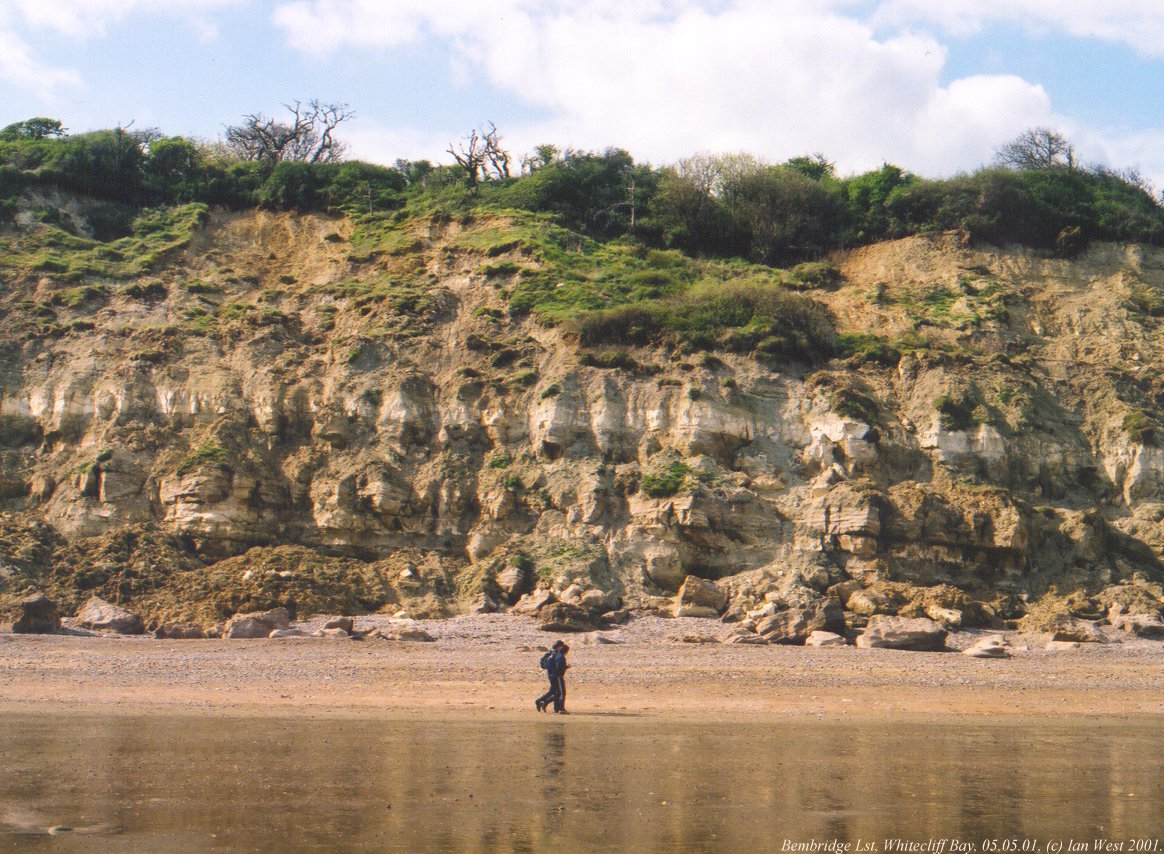
Die Bembridge-Limestone-Formation in der Whitecliff Bay. Deutlich zu erkennen die beiden von einer dunklen Tonlagen getrennten Kalkbänder

Das 5,5 Meter mächtige Untere Kalkband wird durch ein Intraklastenkonglomerat in zwei Teile geteilt: einen 1,80 Meter mächtigen unteren Abschnitt bestehend aus lakustrinem Kalk mit Lösungsstrukturen und Schalenabdrücken von Lymnaea sowie darüber einen 3,70 Meter mächtigen Abschnitt mit anfänglichen Mergeln und Kalkmergeln gefolgt von lakustrinen Kalken mit Schalenabdrücken von Lymnaea und Kalzit-gefüllten Hohlräumen.

### Trennton
Diese brackische Trennlage ist 1,50 Meter mächtig und beginnt mit einer lakustrinen Mergellage, die voll von Schalenresten und Knochenfragmenten ist. Darüber legen sich lagunäre, graue Tone mit zerbrochenen Schalenresten von Corbicula obovata, Ptychopotamides vagus und Melanoida acuta. Die Trennlage schließt mit grauen Tonen und Sanden mit Rippelmarken.

### Oberes Kalkband
Das 3,75 Meter mächtige, heller wirkende, obere Kalkband besteht aus durchgehend lakustrinen Kalken und Kalkmergeln, die durch gröberklastische Horizonte in vier Schichtpakete unterteilt werden können.
Das erste Schichtpaket führt Intraklasten an der Basis und enthält Lymnaeen. Das zweite Paket enthält neben Lymnaeen Schalenabdrücke und Hydrobien. Das Dritte wird durch Lymnaeen und Planorbinen sowie durch Schalenabdrücke, kalzit- und intraklastgefüllte Hohlräume und kleinere Höhlungen gekennzeichnet. Das oberste Schichtpaket wird erneut durch einen Intraklastenhorizont abgetrennt.

## Fossilinhalt
An Invertebraten führt die Bembridge-Limestone-Formation sehr viele Gastropodentaxa wie Filholia elliptica, Helix occlusa, Hydrobia, Lymnaea longiscata, Melania orbicularis, Melania turritissima, Melanoida acuta, Paludina globuloides, Planorbis discus, Planorbis oligyratus, Planorbis obtusus und viviparus lentus, Lamellibranchier wie Corbicula obovata, Polymesoda convexa und Sinodia suborbicularis. Auch Ostrakoden sind zugegen, beispielsweise Cladarocythere apostolescui.
Im Sediment finden sich ferner viele Samenkapseln (Gyrogoniten) von Charophyten der Arten Chara tuberculata, Chara wrightii und anderen. Auch Palmenreste sind vorhanden (Taxon Flabellaria lamanonis).
Unter den Reptilien sind Panzerreste der Schildkröte Trionyx zu nennen.
Säugetierfunde wurden wie oben bereits angeführt schon sehr früh gemacht, es kamen vorwiegend Zähne zum Vorschein. Es sind bis jetzt folgende Taxa bekannt geworden:
Amphiperatherium, Anoplotherium commune, Anoplotherium secundarium, Audilophus radegondensis, Chaeropotamus cuvieri, Dichobune cervinum, Palaeotherium mit den Taxa curtum, crassum, duvalii, magnum, medium, minimum und minus, Pterodon dasyuroides sowie Cynodictis.

## Zyklizität
B. Daley & N. Edwards erkannten 1990 als erste eine der Sedimentation der Bembridge-Limestone-Formation zugrundeliegende Zyklizität. Sie unterschieden an der Typlokalität 4 Zyklenstadien (vom Hangenden zum Liegenden), die sich wie folgt charakterisieren lassen:
- pädogen bedingte Alterationszone
- gut verfestigte Biomikrite von recht hohem Reinheitsgrad
- Tone, Mergel und Mergelkalke
- an eine Erosionsfläche gebundenes intraformationelles Kalkkonglomerat.

Armenteros u. a. (1997) wiesen 7 Zyklenstadien aus, wobei sie das Mikritstadium in 4 Zyklen verfeinerten. Sie interpretierten diese Zyklen sequenzstratigraphisch als einen übergeordneten Transgressions-/Regressionszyklus, der bei vollständiger Entwicklung die Stadien Flutung (mit einhergehender Erosion und Bildung eines intraformationellen, intraklastischen Kalkkonglomerates), anfängliche Beckenvertiefung, allmähliche Verflachung und letztendliches Auftauchen mit eingeschränkter Verwitterung und Bodenbildung durchlief.
Als Ursachen dieser Zyklizität vermuteten sie Meeresspiegeländerungen oder klimatische Schwankungen. Eine dritte Möglichkeit stellen natürlich pulsartige, tektonische Bewegungen dar, die für das Hampshire-Becken im Paläogen auch nachgewiesen sind.

## Fazies
Insgesamt können in der Bembridge-Limestone-Formation drei verschiedene Faziestypen ausgewiesen werden:
- lakustrine Fazies
- palustrine Fazies
- gipshaltige Seerandfazies.

### Lakustrine Fazies
Zur lakustrinen Fazies gehören die Mergel, die Mergelkalke, die verfestigten Kalke (hauptsächlich Biomikrite) und die dünnen intraklastischen Kalke (intraformationelle Kalkkonglomerate). Bei dieser Fazies ist die oberflächennahe Verwitterung und Bodenbildung nur wenig ausgeprägt, nur dünne, brekzierte Knollenkalklagen und kleine, poröse Hohlräume lassen kurzzeitige Auftauchphasen erkennen. Die lakustrine Fazies ist definitionsgemäß im Süßwasser entstanden, dennoch zeigen einige Lagen höhersalinare, brackische Lagen an.

### Palustrine Fazies
Die palustrine Fazies ist im Westen der Isle of Wight vorherrschend und besteht aus einer komplexen Mischung unterschiedlicher Lithologien. Darunter Biomikrite ohne Anzeichen von Verwitterung und Bodenbildung, aus zusammengeballten Peloiden und Ooiden aufgebaute Kalke und dünnlagige Krustenkalke. Diese Lithologien deuten insgesamt ein wiederholtes Trockenfallen mit eventuellen pädogenen Einwirkungen hin. Die palustrine Fazies kann als eine durch pädogene Prozesse umgewandelte lakustrine Fazies angesehen werden. Sie zeigt die Wesensmerkmale rezent und historisch gebildeter Krustenkalke (engl. calcretes).

### Seerandfazies
Die Seerandfazies tritt nur sehr begrenzt auf. Sie zeichnet sich durch das Auftreten von Gips aus. Der Gips bildet im Sediment kleine Linsen und entstand sekundär nach Absetzung des Wirtsgesteins, sehr wahrscheinlich durch die Verdampfung von Porenwasser im Sediment. Dies lässt ferner auf das Vorhandensein hochsalinarer Lösungen in unmittelbarer Nähe schließen, da Gips ein relativ spätes Ausfällprodukt darstellt.

## Ablagerungsbedingungen und Umwelteinflüsse
Der Ablagerungsraum der Bembridge-Limestone-Formation dürfte ein lagunär-lakustrines Becken gewesen sein und kein ausgesprochener Inlandsee. Dies geht aus paläontologischen, mineralogischen und Isotopenbefunden hervor. Nordwesteuropa befand sich im ausgehenden Eozän wesentlich weiter südlich und lag im fluktuierenden Grenzbereich zwischen dem Nordostpassatgürtel im Süden und der feuchten Westwindzone weiter nördlich, was klimatische Instabilität und fluktuierende Niederschlagsmengen mit sich brachte. In Perioden mit relativ hohem Niederschlag waren die Wasserstände im Sedimentationsraum relativ hoch und es wurden feinkörnige, dem Hinterland entstammende siliziklastische Sedimente geschüttet, die jetzt als Mergel und Mergelkalke vorliegen. In Trockenperioden waren die Wasserstände niedrig(er) und das Becken wurde isoliert. Die Sedimentation wurde dann von biogenen, evaporativen und bei gelegentlichem Trockenfallen von pädogenen Karbonatgesteinen beherrscht. Langzeitliche Niederschlagsschwankungen werden von den in der Formation am Headon Hill gefundenen Säugetiergemeinschaften bestätigt und lassen miteinander abwechselnde Wald- und Savannenbiotope erkennen.

## Alter
Absolutalter für die Bembridge-Limestone-Formation sind nicht bekannt. Biostratigraphisch korreliert die Formation mit der Säugetierbiozone MP20, magnetostratigraphisch mit Chron C 13n.1r. Das Alter kann somit in etwa auf den Zeitraum 34,0 bis 33,9 Millionen Jahre BP eingegrenzt werden (Ende des Priaboniums).